# 選民としてのユダヤ人
ユダヤ教において、選民性（chosenness）は、ユダヤ人が選民である: 神との契約のなかにあるという信仰である。この思想はトーラー（モーセ五書）の中に最初に見出され、後のタナハ（旧約聖書）で詳述される。このことに関する多くの事柄がラビ文献で見出される。

## ヘブライ聖書における選民性
タナフ（ヘブライ聖書）によれば、選民としてのイスラエルの性格は、神のミツワー（commandments, 「命令」と訳すべきところだが、「戒め、おきて」などとも訳された）へのobedience服従、従順によって特徴づけられる。"今、もしあなたがたが、本当に私の声に聞き従い、私の契約を守るなら、あなたがたは全ての国々の民の中にあって、私の宝となる。全世界は私のものだから。あなたは私にとって祭司の王国、聖なる国民となる"（出エジプト記 19章5, 6節）。 "主があなたがたを恋い慕って、あなたがたを選ばれたのは、あなたがたがどの民よりも多かったからではない。事実、あなたがたは、全ての国の民のうちで最も数が少なかった。しかし、主はあなたがたを愛されたから、また、あなたがたの先祖達に誓われた誓いを守られたから"（申命記 7章7, 8節）

## 参照項目
- 選民
- 613のミツワー
  - ミツワー、ハラーハー、ラビ文献; トーラー・シェベアル＝ペ、ミシュナー・タルムード、ミドラーシュ
- ユダヤ人
- ユダヤ教
- 反ユダヤ主義
- メイル・カハネ - ユダヤ人は選民であり、他民族より優れているという人種差別思想を持っていたイスラエルの極右政治家
- ジョージ・W・ブッシュ - ユダヤ人を選民と発言した際にアラブ人の反発を招いてる[1]。

### Charges of racism
- Anti-Defamation League paper on Christian Identity
- The Covenant, the Sword, and the Arm of the Lord - a Christian Identity movement
- Response to anti-Semites' posting of Talmud "Quotes" and other anti-Semitic fabrications and distortions - ウェイバックマシン（1999年10月4日アーカイブ分）
- The Real Truth About The Talmud (Exposes fraudulent or distorted Talmud quotes used by anti-Semites)
- Are the Jews the Chosen People? chabad.org